# المضى (فرع العدين)

تعديل مصدري - تعديل

المضى محلة تابعة لقرية المقاديح، التابعة لعزلة الوزيرة بمديرية فرع العدين إحدى مديريات محافظة إب في الجمهورية اليمنية، بلغ تعداد سكانها 93 حسب تعداد اليمن لعام 2004.